# 崔永元
崔永元（1963年2月20日—），祖籍河北武邑，生于天津北辰，中国传媒大学教授，曾在中国中央电视台担任节目主持人。毕业于北京广播学院（现中国传媒大学）新闻系。成名作品为谈话类节目《实话实说》。曾制作专题片《电影传奇》，主持谈话类节目《小崔说事》，著作有畅销书《不过如此》。于2013年从央视离职，入职中国传媒大学任教，成立个人工作室，投身口述历史研究，其後多次捲入社會輿論風波，包括2013年的转基因食品争议、2018年影視圈陰陽合同事件和陕西千亿矿权案。

## 生平
崔永元祖籍河北武邑县赵桥镇前怀甫村，父亲崔汝贤是北京工程兵146团、北京军区工兵第4团团政委。崔永元四岁时因為父亲工作调动而举家从天津迁居至北京，并在那里接受了中小学教育（北京良乡小学、北京丰台三小、北京市第十二中学）。1981年，他考入北京广播学院新闻系。1985年，毕业后进入中央人民广播电台，最初供职于服务部门的《节目报》。1987年，崔永元进入《午间半小时》担任记者，开始崭露头角。1987年大兴安岭火灾爆发后次年，崔永元与汪永晨进行了十多天采访，撰写了《大兴安岭的小人物》。邓颖超在听过报道后，委托秘书打电话表示感谢，并请转载稿子到《人民政协报》。
1993年，崔永元被中央电视台邀请客串新成立的《东方时空》节目策划。因为参与《东方时空》栏目的都是广播学院的同学，之后介入越来越多。《东方时空》最初开播时，并未设固定的总主持人，而大胆采取实验，进行主持人的孵化和遴选。实验首先在《东方之子》和《焦点时刻》同时进行。前者以人物访谈为主，后者则以报道事件见长。包括崔永元、白岩松、水均益、敬一丹等人逐渐支撑起栏目，并培养出董倩、张泉灵、李小萌、柴静、方静等主持人。
1995年，崔永元参与策划过《东方时空》的特别节目《真实再现》。1996年3月16日，开始制作《实话实说》，作为《东方时空》的周日版特别节目。他以《实话实说》主持人身份声名大振。1998年调入中央电视台，给当时颇为严谨的电视直播带来了活力。他也因此两次获得主持人“金话筒”奖，四次央视“十佳主持人播音员”奖。
1999年央视春晚上，崔永元与赵本山、宋丹丹联合出演小品《昨天、今天、明天》，为模仿崔永元《实话实说》的一个小品。次年，他主持了2000年中国中央电视台春节联欢晚会。2002年崔永元出书《不过如此》，成为畅销书目。
2002年，崔永元因抑郁症辞去《实话实说》制片人。2003年7月，崔永元主持新节目《小崔说事》。2004年4月3日，制作的新栏目《电影传奇》开播。在2006年中国中央电视台春节联欢晚会中，崔永元再次与赵本山、宋丹丹出演小品《说事儿》中，其中赵本山拿崔永元的忧郁症“开玩笑”。崔永元自述患双相情感障碍。2008年，当选第十一届全国政协委员；2013年连任。
2013年12月，崔永元轉职中国传媒大学教授。在中国传媒大学口述史课程，后来离开央视（被《广州日报》报道持有美国绿卡，但崔以「没有加入美国籍」作为回应）。2015年1月1日起，崔永元主持东方卫视的新闻解读节目《东方眼》。但该节目于2015年3月19日、20日连续两日未如期播出，东方卫视副总监周捷表示崔永元由于自身原因节目暂停播出，具体恢复播出时间未定。
2015年4月29日，微博上出现了一段崔永元于2014年9月15日在美国华盛顿特区的演讲视频，他在演讲中披露了中共文宣系统禁止的一些敏感话题，嘲諷了兩岸彼此間的媒體醜化運動。
2018年10月，崔永元在其任教的中国传媒大学北苑餐厅开办了一家名叫“崔永元真面”的餐饮档口，以经营面条为主。该档口除正常经营以外，也把资助在校的贫困学生等公益项目列入日常责任中。崔永元本人表示，并无在校外开办分店的计划。
2020年8月13日，新华社记者唐师曾在微博发文，称他的一位好友失去意识，已送往医院抢救，外界猜测昏迷者是崔永元。其后演员袁立的丈夫梁太平被指在朋友圈发布为崔永元祈祷的帖文，疑似暗示崔永元身体状况欠佳。另外有微博网民指崔永元昏迷住院，同时曝光其8月11日抢救入院记录，疑似药物中毒被送往抢救，但消息迄今也未得到崔永元本人证实。根据流出的住院记录，崔永元被送至医院时处于“意识障碍，呼之不应”的状态，嘴角有白色分泌物流出。家属介绍，崔永元昏迷时，身边有用于控制强迫症、精神分裂症及躁郁症的药物利培酮。而在事发前，崔永元曾拍摄短片抱怨自己被邊境管制，无法去日本定居，完成未完成的治疗疗程。
2020年10月16日，崔永元参与梁宏达美食直播。

## 争议事件

### 转基因辩论
2013年，崔永元自费過百万赴美调查转基因食品的安全问题，称“美国人稀里糊涂地吃了17年转基因食品。”崔永元的转基因纪录片在国内引起轩然大波，其结论和学界的观点大相径庭。2013年9月，崔永元与方舟子就转基因食品市场化问题在互联网上展开辩论。崔永元2014年称方舟子常收黑基金，是网络流氓和骗子，用骗术获得67万美元，并在美国购入豪宅一栋，要求方舟子“在法庭上证明67万美元是‘正常收入’”。
2014年，崔永元又在多个场合提到“美国人并非心甘情愿吃了近二十年转基因，而是不知真情稀里糊涂吃下去的”。
2015年6月25日，北京海淀法院一审宣判，认为崔永元和方舟子部分微博均构成名誉侵权，各承担赔礼道歉、赔偿损失等责任，方舟子表示会上诉。
2015年3月26日，崔永元在复旦大学举办了一场有关于转基因的讲座，尽管组织方阻挠生物学专业的师生进入现场，但复旦大学生命科学学院遗传学研究所教授卢大儒最终仍突破阻挠进入现场与崔辩论。面对卢大儒的质问，崔永元问卢大儒黄金大米到底转了几个基因，卢未能回答出来，崔则质问“连几个基因都不知道，就说安全啊？”；卢说转基因安全是科学家共同体的共识，崔则反问卢什么是科学家共同体，并反驳卢说新闻界共同体认为你们这个共同体不靠谱。
2015年7月，新浪微博用户“黑化_番長”发布了一条恶搞性质的钓鱼文称“肯德基與麦当劳薯条被检测出具有潜在毒性的物质氯化钠”。该微博被崔永元当成真实新闻转发并置顶（之后取消置顶），并附上讽刺性评论“这不科学，因为这么多年医学界从未发现一例因食用肯德基麦当劳薯条导致病患的顾客，和转基因一样一样的啊！”崔永元的行为引发了公众对其科学素养的质疑，崔永元本人也因此在网络上获得绰号“崔化钠”。另外，其“静脉血是蓝色的”、“重水浇地”等言论也引发网络爭論。
崔永元及其支持者多次以网络暴力手段打压反对者。2015年11月，崔永元在微博置顶了一条人肉搜索信息。被人肉者网名“飞雪之灵”，是果壳网的一名科普作者，其看待转基因的立场与崔永元相反。在随后半個月的时间里，崔永元几乎每天都会转发攻击果壳网的微博，同时对中国农业大学进行调侃，引发农大部分师生的不满；之后崔永元又以“说脏话”为由，在微博上挂出数十幅农大师生的微博主页截图，并辱骂被挂出截图的农大师生为“垃圾”，引发强烈反弹。事后，中国农业大学微博协会发布了《面对网络暴力，我们该怎么做》一文，称崔永元的行为“曝光隐私”，“造成了较恶劣的影响”，并号召农大学生“不要理会”、“拒绝网络暴力”。
2017年3月，崔永元宣布下海创立专门售卖非转基因食品的公司璞穀塘。由于其商品定价比市场价格贵五倍以上（崔永元对此回应称“再吵吵 还涨价”），且商品检测报告显示与中国国家最低上市标准相差无几，甚至被质疑以普通产品冒充绿色食品以及销售不合格产品，在网络上引发了对其采取误导性手段反对转基因的动机的质疑。他在同年全國政協上提交提案，要求追究農業部在轉基因食品監管上失職的責任，但他在微博上發布的有關提案的帖子被刪除。其央視的前同事還通知他，指已收到審查部門的禁令，不准報道其提案。之後他發微博慨歎「實話好難說」，批評刪除其提案是給人民政協制度抹黑。後來他重新發布遭刪除的提案，希望更多人「知曉有人阻擾我把群眾的健康問題提出來」。
2017年5月，崔永元在微博上和“评论员李铁”展开转基因争论，崔永元攻击李铁称其妻子患胃癌去世和“总吃转基因”有关，李铁则回复称崔永元“太下作”。
2017年7月26日，崔永元在璞穀塘旗下的微信公众号“璞谷塘安全食品俱乐部”微信发表公开声明，宣布辞去璞谷塘担任的所有职务并退出所有股份。他表示，这和他反对转基因食品、导致个人受牵连有关。翌日，崔永元辞职后首度接受采访，称自己最近一直收到恐吓信和死亡威胁，发声明就是为了避免朋友受牵连，但并不意味着妥协：“你们想要崔永元跪下求你们、服你们，门儿都没有。我这辈子要跟你们血战到底。”
2018年5月，崔永元出现在美国洛杉矶，出席女儿大学毕业典礼，证实了崔女从高中起在美国读书的传闻。

### 举报中唱涉嫌涉密
2015年6月8日，崔永元发微博称，中国唱片总公司将一些文献母带的数字化处理工作交给一家中日合资公司完成，违反了档案数字化外包安全管理的有关规定，因此崔永元决定报案。而中国唱片总公司回应称，负责资料数据化的中唱胜利影音公司为中国唱片总公司控股的下属子公司，对唱片模板和母版磁带进行数字化处理，法定代表人为中唱总公司副总经理，员工均为中国公民。

### 曝光影视圈阴阳合同
2018年5月11日，因得知电影《手机2》正在拍摄，崔永元在微博上重提因电影《手机》而与导演冯小刚、编剧刘震云等人的恩怨。据崔永元在5月30日接受采访时表示，2003年的电影《手机》狠狠地侮辱了他。他表示现实生活中是因为他患了抑郁症所以《实话实说》才换了和晶来主持，而电影里就描写成了因为葛优跟范冰冰有了暧昧关系，所以把这个位置让给了她。而且这种暗示导致有些媒体代入现实，给崔永元的家庭以及同事带来了伤害。崔永元表示《手机》上映以后，冯小刚从来没有给他道过歉，只是解释说他们想跟崔永元开个玩笑。而刘震云道歉过三次，但是崔永元并不满意。
5月24日，崔永元发表微博炮轰范冰冰于多年前获得“国家精神造就奖”，当日晚间，范冰冰发微博表示拍摄《手机2》很开心而进一步激怒崔永元。崔公布了若干电影演出合同影射娱乐圈明星通过签订“阴阳合同”方式暗中逃税，但其中一份合同由于疏漏没有盖住范冰冰名字而引发大量关注，其后范冰冰工作室回应说公布涉密合同是违法行为。对于此事，中国国家税务总局已介入调查。另外，无锡市滨湖区地税局目前也已经介入调查取证，相关情况将有待发布。据称，因为崔永元爆料范冰冰，华谊兄弟、唐德影视等中国国内影视相关股票6月4日全线大跌，据估算市值蒸发近100亿元，其中《手机2》直接相关方华谊兄弟开盘时已接近跌停。6月6日，华谊兄弟发布公告，宣布华谊兄弟持股人王中军、王中磊的股份质押状况。其中王中军原持有公司总股本的22.07%，截止公告日共向中信建投证券有限公司质押股份550,879,999股，手里仅剩2.21%的公司股份；王中磊原持有公司总股本的6.19%，质押股份142,799,999股后手里仅剩1.04%的公司股份。
另外，崔永元还曾于2017年年初，与另外一名据称和他一样同为“红二代”的蔡小心的发生过言论纠葛，崔攻击对方生理缺陷，引对方的不满。由于对中文理解方面出现偏差，崔永元在2018年6月3日翻出前一年的旧账宣称，蔡小心的友人原中国人民解放军空军试飞专家、国际级功勋试飞员徐勇凌通过新浪微博的认证账号“@国际试飞员徐勇凌”上对他“发出死亡威胁”。对此崔永元威胁徐勇凌到：“试飞员，你完蛋了”，并令徐早点滚，趁他还没功夫收拾徐。由于，崔永元将2个相差一年的不同时期所发生的事情混合在一起发信息，误导公众认为，徐勇凌为了范冰冰而威胁崔本人。中国空军方面随后发布消息称，徐勇凌早已于2014年12月退役，也于2015年完成了专业地方的全部移交事务。并表示空军部队坚决贯彻关于现役军人使用互联网的相关法律和规定。此外，还有有媒体借用网路言论说徐勇凌是李晨的“兄弟”，不仅对崔永元发出过“死亡威胁”，还对袁立也发过“死亡威胁”。由于受到崔永元粉丝的对其发动多日的人肉搜索式的网络攻击，徐勇凌于2018年6月8日，通过个人微博和媒体解释了，他是由于友人受到过崔永元的人身攻击，才曾在个人微博上发表了一些用词激烈的愤怒言论，并通过公众媒体发表了落款于6月5日的对崔永元本人曾使用过激烈网络言辞的公开致歉信。徐勇凌用“人肉总是明目张胆的，而死亡威胁总是私信的，这样的私信抽屉装不下”的话语直接否认了崔永元对他所指控的“死亡威胁”的说法。
6月5日，崔永元再次接受采访，表示对误伤范冰冰、徐帆、刘雨霖道歉，但是仍然不会放过刘震云与冯小刚。而且其手中还有很多影视圈明星的巨额“阴阳合同”，更有一对演员夫妻的合同金额高达7亿5千万人民币，其中包括利用韩三平担任《大清相国》监制、李连杰出演新版《中南海保镖》、购买域名等名目拿走9,738万人民币，且李连杰已私下联系崔永元表示不知道有此出演计划。当天，崔永元又透露“杨子今天已经托人给我带话，说要灭了我”。杨子其后表示他并没有威胁过崔永元，也从未签署过7.5亿合同。而韩三平本人也回应说没有拿过《大清相国》的监制费。

### 檢舉上海警方不作為
2018年10月7日，崔永元微博小號@小崔讀書匯發文質疑國家稅務總局、上海市公安局經偵大隊和中國證監會在調查和處理「陰陽合同案」中的違法亂紀行為，並表示絕對不會害怕退縮。崔永元披露他和與国家税务总局人員交往的過程，指上海公安局經偵大隊派人询问，其辦案態度蠻橫無理，偵查他所參與的公司，徹夜審訊他之前的助理，因此懷疑警方與他人有利益勾结。此外，他還指警察當著他的面喝兩萬一瓶的酒，抽一千一條的菸，「幾十萬的現金用個書包就提走」，存在貪污腐敗問題。崔永元的曝光文章在網路上引起民眾圍觀後，上海市公安局官方表示已成立小組調查事件，但他們多次聯繫崔永元沒有得到回應，希望崔永元能主動聯繫警方並配合，一旦查證屬實，將依法依規處理。隨後，崔永元質疑警方摸清他公司和助理的情況，並報上了一名經偵副支隊長的名字，並曝光經偵副支隊長兒子參股的影視公司，質疑經偵副支隊長對其兒子的違法涉案問題存在包庇和庇護。

### 与集资诈骗罪犯施建祥的关系
崔永元曾与原快鹿集团主席施建祥过往甚密。他曝光涉及阴阳合同的三部电影──《大轰炸》、《大清相国》、《中南海保镖》亦与施建祥相关。2018年10月11日，方舟子在自己的官方微信公众号发表文章《崔永元与快鹿集团》，曝光崔永元与红色通缉犯施建祥关系密切：2016年1月12日，上海永元投资发展有限公司注册成立，股东为上海快鹿投资有限公司和上海崔永元文化传播工作室，注册资金1亿元。上海崔永元文化传播工作室是崔永元及其助理穆雪峰于2015年10月30日注册成立的，2018年3月15日注销。 2017年2月4日，上海崔永元品牌管理有限公司注册成立，股东崔永元、监事周佳钰、执行董事陈薇薇、总经理崔艳梅。周佳钰是上海快鹿投资有限公司的监事。陈薇薇是崔永元的妻子。崔艳梅和崔永元是山楂树食品（上海）有限公司合伙人，两人一起卖天价非转基因食品。

### 舉報千亿矿权案卷宗丢失
2003年，榆林凯奇莱能源投资有限公司与西安地质矿产勘查开发院签订合作勘查协议，凯奇莱探明菠萝井田储煤15.6亿吨后，西勘院在未提出解除合同情况下，在2006年与香港益业投资（集团）有限公司在同一标的上签订合作勘查协议。凯奇莱愤而起诉西勘院。2017年12月，维权12年的民企凯奇莱胜诉。在作出判决前一年的2016年11月下旬，该案二审全部卷宗一次性丢失，事发地点正是审理该案的有关单位。在丢失前的20多天，凯奇莱法定代表人 赵发琦公开实名举报陕西省主要领导干预该案，并指责此前有司枉法裁判。审理单位在发现卷宗丢失后，曾多方寻找，并发现事发时监控为黑屏，随即便逐级汇报至院主要负责人。但在事件发生后的两年里，有关单位未对此事进行报案，也未展开内部调查，更未对任何人进行查处，卷宗至今无下落。
2018年12月，崔永元微博爆料此事，引发舆论广泛关注。中国最高法微信公众号2018年12月29日晚发布情况通报称，已启动调查程序。
调查组最终认定案卷丢失为负责该案件审理的最高人民法院民一庭助理审判员王林清为发泄对单位的不满故意所为。结果公布后，崔永元未在微博上做出回应，但他在Twitter上发表黑屏图片，附上文字「今天五毛這麼多？國內的一律不准評論，國外的五毛鋪天蓋地！」疑暗指案件另有內幕，隨後崔永元在網絡上消失。就在网民认为崔永元已经“被失踪”时，律师李莊于24日晚在微博上發文表示「小崔就在自己家裡，一切安好」，证实崔永元安全。
2019年2月28日下午，中国传媒大学党委书记陈文申到崔永元口述历史研究中心调研指导工作，崔永元等人汇报了口述历史研究中心的工作，并就筹建中国传媒大学口述历史学院事宜提出了意见。次日中传官网发布了这一消息，崔永元也在沉寂许久后在新浪微博中表示：“开学了！这学期我有两门课，还要筹建一个学院。我这急性子，带队采访上万人可以，建新学院新学科就不好使了。必须一步一个脚印，扎实缜密，这毕竟是学术，不是二大爷的相面术。”但3月1日中午，中传官网的消息以及崔永元的微博已被删除。
2019年5月10日，崔永元在个人微博贴出手写道歉声明，表示自己“轻信未经仔细证实的资料”，并认可有关部门对此事的调查结论，同时表示“以健康的身体和心态，全力以赴投入教学研究、学科建设，在做学问、做人、培养学生方面，投入更多精力，争取取得成就”。

## 言论
2015年3月4日，崔永元在第十二届全国政协第三次会议上拿着自拍“神器”与时任中国共产党中央纪律检查委员会书记王岐山互动说：“王书记我想发言。我在这儿吧，没事。特别高兴见到王书记，我刚刚见到您的第一感觉是特别紧张，我觉得我自己没什么事，不知道为什么见到您还紧张，我是希望所有的有事的人见到您都紧张。这是老百姓的想法”。王岐山笑答：“今天你不是把扩音器打开了吗？你还拿着自拍这个，《东方眼》吓人哪，你到时候把我这个讲话出去了，就是你（播出去的）。”
2017年6月4日，六四事件28週年紀念日當天，崔永元在新浪微博發布致全國政協主席俞正聲的公開信，稱一些人利用自己的特殊身分，在互聯網上肆意作惡，栽贓構陷，殺良冒功。他指控那些人在網上大耍流氓，「他們手中握有刪帖、銷號的特權，搞得輿論場烏煙瘴氣」。公開信發佈後，他被新浪微博禁言30天。網民貼出崔永元和管理員的對話截圖，顯示微博方面稱禁言原因是崔永元近期發布的內容違反了國家相關法律法規，但崔回應稱「你們不是東西，會遭報應的」。香港有線電視引述崔永元的話稱，他會繼續在網上平台發聲，抗議網絡管理機構和「五毛」的監控，捍衛發言權，直至最後的沉默。

## 主持節目
- 《实话实说》
- 《小崔说事》
- 《电影传奇》
- 《谢天谢地你来啦》
- 《东方眼》

## 書籍
- 崔永元. . 北京: 华艺出版社. 2001年7月. ISBN 9787801423344.
- 《中国传奇2010之我的抗战》节目组. . 北京: 中国友谊出版公司. 2010年11月. ISBN 9787505728318.
- 《我的抗战》节目组. . 中国友谊出版公司. 2011年12月. ISBN 9787505729322.

## 音樂專輯
- 《宁死不屈》